# Pierre Aeby (homme politique, 1950)
Pour les articles homonymes, voir Pierre Aeby et Aeby.
Pierre Aeby, né le 14 février 1950 à Berne (originaire de Guin), est une personnalité politique suisse du canton de Fribourg, membre du parti socialiste.
Il est conseiller d'État de 1992 à 1996, à la tête de la Direction des travaux publics et conseiller aux États de décembre 1995 à décembre 1999.

## Biographie
Pierre Aeby naît le 14 février 1950 à Berne. Il est originaire de Guin, dans le district fribourgeois de la Singine.
Titulaire d'une licence en droit de l'Université de Fribourg, il travaille initialement pour l'Administration fédérale des contributions.
Il a le grade de soldat à l'armée.
Il est marié et père de deux enfants.

## Parcours politique
Il est membre du Conseil communal de Fétigny de 1978 à 1981, puis élu « à la surprise générale » préfet du district de la Broye, devenant le premier socialiste à occuper un poste de préfet dans le canton. Son mandat est renouvelé en 1986. Il est candidat malheureux au Conseil national en octobre 1987.
Le 8 décembre 1991, il est élu au second tour au Conseil d'État du canton de Fribourg, en cinquième position. Il prend la tête de la Direction des travaux publics.
Élu en 1995 au Conseil des États au second tour, grâce à la division de la droite qui présente également un candidat de l'UDC, il ne se représente pas à l'échelon cantonal pour éviter le cumul des mandats. Il succède à Otto Piller et siège au sein de la Commission des affaires juridiques (CAJ), de la Commission de gestion (CdG), de la Commission des institutions politiques (CIP) et, de fin 1998 à fin 1999, de la Commission des transports et des télécommunications (CTT). Candidat à sa réélection en octobre 1999, il perd son siège au profit du radical Jean-Claude Cornu, qui bénéficie son alliance avec le Parti démocrate-chrétien,.
Il est également vice-président du Parti socialiste suisse de 1994 à l'automne 2000, assurant l'intérim de la présidence les six derniers mois après la démission d'Ursula Koch,.
En mars 2000, il est élu à la Assemblée constituante fribourgeoise.

## Source
- Annuaire des autorités fédérales, site du Parlement fédéral, presse, chronique fribourgeoise